# Симаки (Северо-Казахстанская область)
Симаки (каз. Симаки) — село в Жамбылском районе Северо-Казахстанской области Казахстана. Входит в состав Кладбинского сельского округа. Код КАТО — 594643300.

## География
Расположено около озера Песчаное.

## Население
В 1999 году население села составляло 200 человек (98 мужчин и 102 женщины). По данным переписи 2009 года, в селе проживало 111 человек (53 мужчины и 58 женщин). По сведениям на 01.08.2017 в селе проживало 74 человека.